# Szarnoś
Szarnoś – wieś w Polsce położona w województwie kujawsko-pomorskim, w powiecie grudziądzkim, w gminie Świecie nad Osą, przy trasie zawieszonej obecnie linii kolejowej Kisielice – Jabłonowo Pomorskie (stacja kolejowa PKP Szarnoś). Wieś ta leży 100 m od brzegów jeziora szańcowego.

## Podział administracyjny
W latach 1975–1998 miejscowość administracyjnie należała do województwa toruńskiego. W 2015 roku wieś ta stworzyła osobne sołectwo.

## Demografia
Według Narodowego Spisu Powszechnego (III 2011 r.) wieś liczyła 309 mieszkańców. Jest siódmą co do wielkości miejscowością gminy Świecie nad Osą.

## Zabytki
Według rejestru zabytków NID na listę zabytków wpisany jest park dworski z k. XIX w., nr rej.: A/321 z 9.09.1985.

## Gospodarka
W miejscowości znajduje się gospodarstwo tzw.Stadnina Koni Nowe Jankowice. Obecnie gospodarstwo w dalszym ciągu wchodzi w skład Stadniny Koni Nowe Jankowice Sp. z o.o..

## Piłka nożna
W latach 1960–1980 wieś posiadała klub piłkarski Sokół, grający początkowo w B-klasie, a następnie w A-klasie. Sokół Szarnoś swoje mecze rozgrywał na boisku w pobliskim Lisnowie. W 2015 roku wznowił swoją działalność i reprezentuje Szarnoś na imprezach sportowych w okolicznych miejscowościach. 